# Codice teodosiano
Il Codice teodosiano (in latino Codex Theodosianus) è una raccolta ufficiale di costituzioni imperiali voluta dall'imperatore romano d'oriente Teodosio II (408-450). Venne pubblicata, dopo una fase di gestazione lunga 9 anni, il 15 febbraio 438, ed entrò in vigore, sia nell'Impero romano d'Oriente sia in quello d'Occidente, il 1º gennaio 439.

## Genesi dell'opera

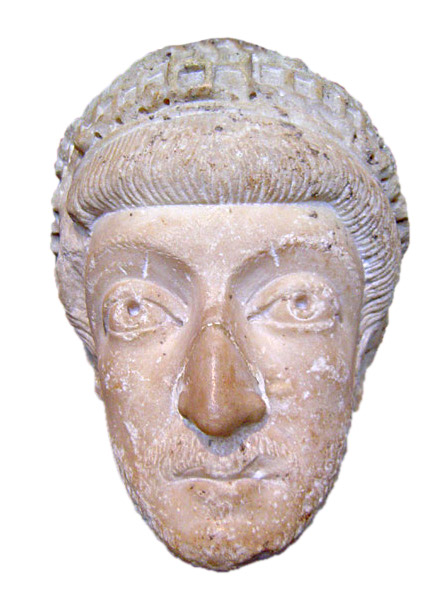
Testa di marmo del V secolo rappresentante l'imperatore romano d'Oriente Teodosio II.

Il primo progetto di codificazione risale al 429. Nel marzo di quell'anno Teodosio II emanò a Costantinopoli una costituzione imperiale (= C. Th. I, 1, 5), con la quale diede l'incarico a una commissione di otto membri di creare due codici: il primo, destinato alla scholastica intentio (ossia agli studiosi del diritto), avrebbe dovuto contenere le costituzioni imperiali, anche non più vigenti, emanate dall'epoca dell'imperatore Costantino I in poi, mentre il secondo, destinato agli operatori del diritto, avrebbe dovuto contenere le costituzioni imperiali vigenti escerpite dai codici Gregoriano ed Ermogeniano e dal codice appena composto. Ad integrazione di esse si sarebbero dovuti aggiungere i brani giurisprudenziali tratti dalle opere dei giureconsulti romani più importanti.
La commissione era composta da sette funzionari imperiali — Antioco, Teodoro, Eudicio, Eusebio, Giovanni, Comazone ed Eubulo — e da un giureconsulto, Apelle (secondo altre fonti, i componenti erano, oltre al giureconsulto Apelle, otto: Antioco, Teodoro, Massimino, Martirio, Speranzio, Apollodoro, Epigene e Procopio). Nella redazione del codice, ai commissari non fu permesso introdurre interpolazioni dei testi.
Nel dicembre del 435 Teodosio II, resosi conto dell'insuccesso di questo progetto, emanò una nuova costituzione, a noi nota attraverso C. Th. 1, 1, 6, con la quale affidò ad una commissione di 16 membri (dei quali due soli, Antioco e Teodoro, avevano fatto parte della commissione precedente) il compito di redigere un solo codice, contenente costituzioni imperiali da Costantino in avanti. Questa volta i commissari ebbero licenza di interpolare le costituzioni raccolte al fine di adattarle alle nuove esigenze dell'impero. La loro opera vide la luce il 15 febbraio 438.
Nello stesso anno Teodosio II inviò il codice a Valentiniano III (imperatore d'occidente) come regalo di nozze. Ci si aspettava che Valentiniano III emanasse una pragmatica sanctio per l'entrata in vigore del codice, ma non fu così; egli si servì di un certo Fausto (prefetto d'Italia) il quale deteneva una copia del codice e la lesse al Senato affinché fosse approvata. Il Senato romano l'accolse per acclamazione, ed il codice entrò in vigore il primo giorno dell'anno 439, in tutto il territorio imperiale.
Il Codice teodosiano fu un evento epocale, dato che prima della sua pubblicazione vi erano solo i codici Gregoriano ed Ermogeniano, che ben si distinguono dal Codice teodosiano, dato che furono composti da privati e che probabilmente servivano ai funzionari imperiali per meglio amministrare la giustizia, mentre il Codice teodosiano fu voluto da un imperatore e come tale reso vigente in virtù di una novella (Saepe nostra clementia = Nov. Theod. 1).

## Composizione dell'opera

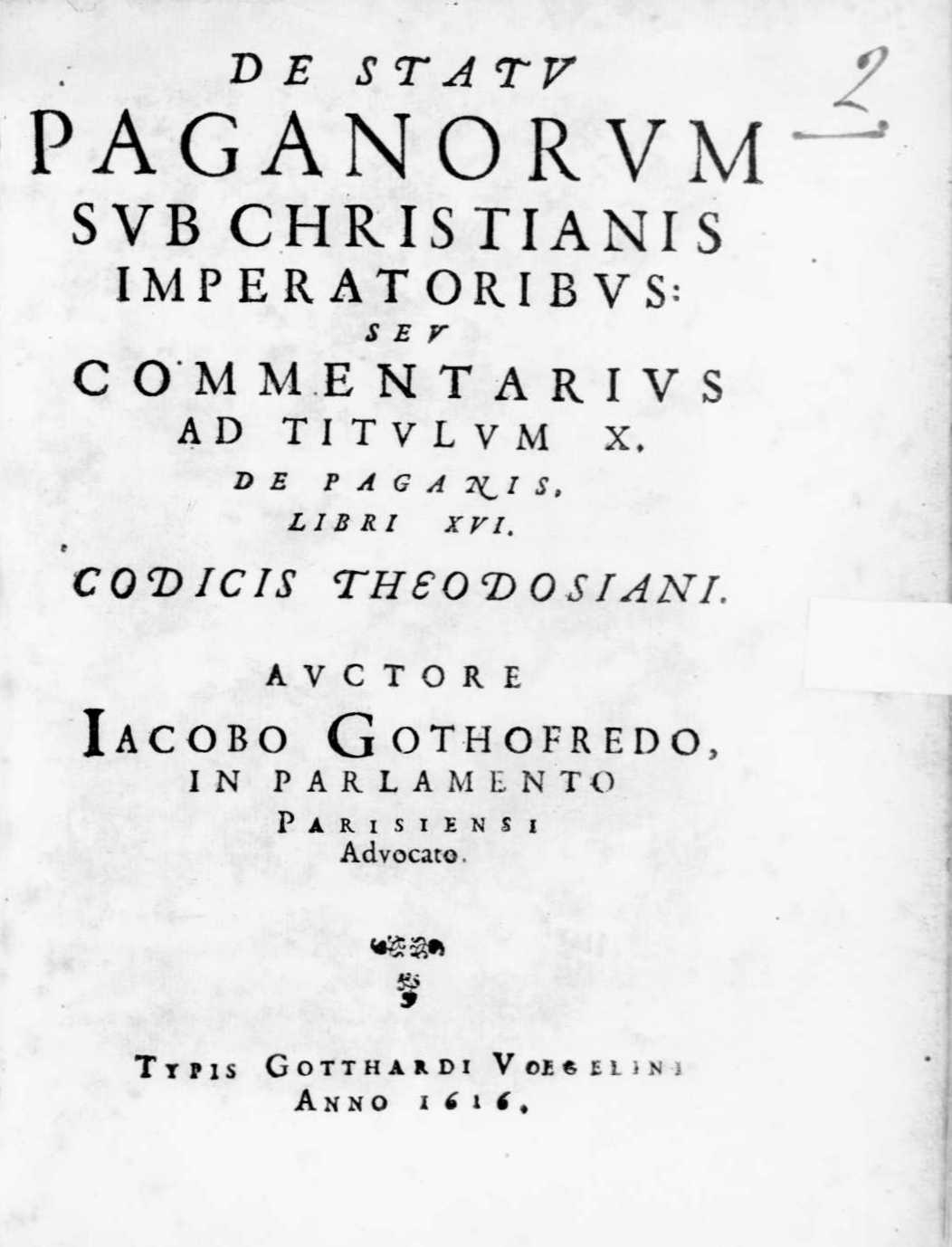
Un commento di Iacobus Gothofredus al Codice, De statu paganorum sub christianis imperatoribus: seu commentarius ad titulum X de paganis libri XVI codicis Theodosiani, 1616

Il Codice teodosiano è composto da 16 libri, ciascuno diviso in titoli, ed ogni titolo è distinto da una rubrica che ne indica l'argomento.
Le costituzioni imperiali inserite nella raccolta sono disposte cronologicamente. Ciascuna di esse reca l'inscriptio, con il nome dell'imperatore emanante e il destinatario, e la subscriptio, con il luogo e la data di emanazione.

## Edizioni
L'edizione di riferimento per il Codice teodosiano è la Mommsen-Meyer, Theodosiani libri XVI cum constitutionibus Sirmondianis et leges Novellae ad Theodosianum pertinentes, Berlino, Weidemann, 1905.
Si deve a Iacobus Gothofredus un'edizione critica commentata del Codex Theodosianus. L'edizione a stampa apparve, in quattro volumi, nel 1665 a Lione, 13 anni dopo la sua morte; un'altra edizione, in sei volumi, fu pubblicata a Lipsia nel 1736-1745.

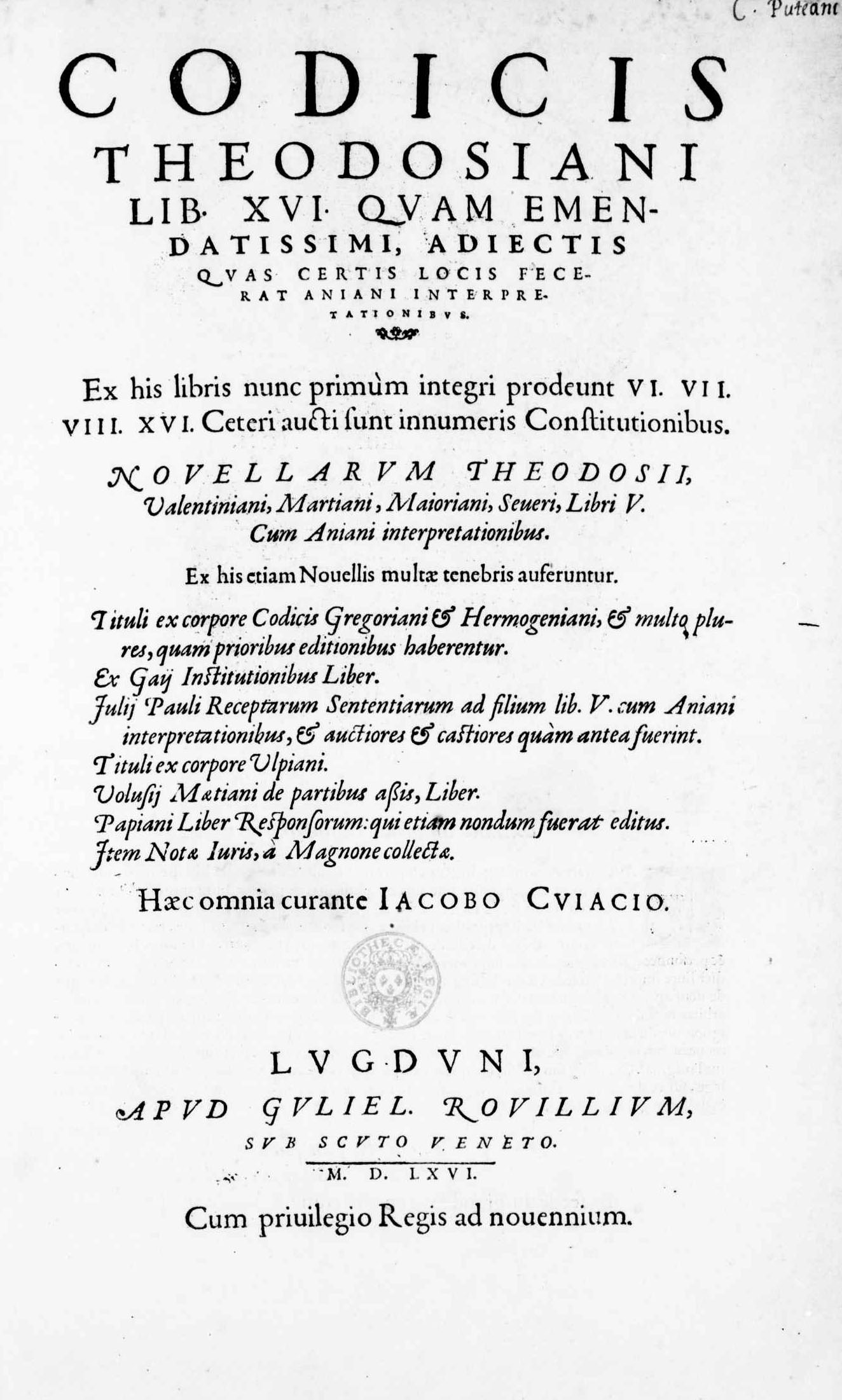
Codex Theodosianus, edizione del 1566